# Syarinus
Genre
Syarinus est un genre de pseudoscorpions de la famille des Syarinidae.

## Distribution
Les espèces de ce genre se rencontrent en Amérique du Nord et en Europe.

## Liste des espèces
Selon Pseudoscorpions of the World (version 3.0) :
- Syarinus enhuycki Muchmore, 1968
- Syarinus granulatus Chamberlin, 1930
- Syarinus honestus Hoff, 1956
- Syarinus obscurus (Banks, 1893)
- Syarinus palmeni Kaisila, 1964
- Syarinus strandi (Ellingsen, 1901)

## Publication originale
- Chamberlin, 1925 : On a collection of pseudoscorpions from the stomach contents of toads. University of California Publications in Entomology, vol. 3, p. 327-332.